# Suru L'ere
Suru L'ere es una película de comedia dramática nigeriana de 2016, coproducida y dirigida por Mildred Okwo. Está protagonizada por Seun Ajayi, Beverly Naya, Kemi Lala Akindoju, Tope Tedela y Enyinna Nwigwe, con la participación especial de Rita Dominic.

## Sinopsis
Ambientada en Lagos, la película gira en torno a Arinze (Seun Ajayi), un joven estudiante graduado, que es un deudor en serie, desesperadamente ansioso por salir adelante.

## Elenco
- Seun Ajayi como Arinze
- Beverly Naya como Omosigho
- Tope Tedela como Kyle Stevens Adedoyin
- Kemi Lala Akindoju como Land Lady
- Kenneth Okolie como Bossi
- Enyinna Nwigwe como Godstime
- Gregory Ojefua como Brume
- Bikiya Graham-Douglas como
- Rita Dominic como vendedora de Akara (cameo)

## Producción
En marzo de 2015, se anunció que Beverly Naya protagonizaría Suru L'ere. Rita Dominic, productora ejecutiva de la película, realizó un cameo como vendedora local de Akara.
La fotografía principal inició en abril de 2015, culminando la filmación luego de diez días.
Se estrenó el 12 de febrero de 2016.